# Von Steiger
Von Steiger is een Nederlandse, van oorsprong Zwitserse familie waarvan leden sinds 1904 tot de Nederlandse adel behoren en dat in 1994 uitstierf.

## Geschiedenis
De stamreeks begint met Jost Steiger (overleden 1497), bestuurder van Bern en aldaar vermeld vanaf 1448. In 1895 werd een nazaat door keizer Frans Joseph, koning van Hongarije, verheven in de Hongaarse adel onder erkenning van de titel van baron.
Bij Koninklijk Besluit van 30 april 1904 werd Karl Alfred Arthur von Steiger (1861-1936) ingelijfd in de Nederlandse adel. Het geslacht stierf met een dochter in 1994 uit.

## Enkele telgen

Wapen Nederlandse tak

jhr. Karl Alfred Arthur von Steiger (1861-1936), officier, laatstelijk majoor in Nederlandse dienst, glasschilder en houtsnijkunstenaar; trouwde in 1900 met Maria Hendrika Beelaerts van Emmichoven (1876-1944), lid van de familie Beelaerts
- jkvr. Julia Libussa Maria Theresia von Steiger (1902-9 februari 1994); trouwde in 1924 met ds. Samuël Anne van Hoogstraten (1896-1945), predikant, lid van de familie Van Hoogstraten
  - Renée Louise van Hoogstraten (1933-2020), publiceerde een monografie over haar grootvader Von Steiger;[1] trouwde in 1956 met jhr. Unico Hendrik van Holthe tot Echten (1928-2021), lid van de familie Van Holthe
- jkvr. Maria Hendrika von Steiger (1903-12 november 1994), laatste telg van de Nederlandse tak van de familie Von Steiger; trouwde in 1935 met dr. Daniël Barends (1904-1989), rector van het Eerste Christelijk Lyceum te Haarlem